# Ецио Лоик
Ецио Лоик (на италиански: Ezio Loik) е италиански футболист, полузащитник, част от състава на Великият Торино.

## Кариера
Лоик е роден във Фиуме (част от Италия тогава, днешна Риека, Хърватия). Той играе като полузащитник и дебютира за Фиумана на 17-годишна възраст през сезон 1936/37 в Серия Ц. След три сезона в Серия А с Милан, той преминава във Венеция, където стига до трето място и носител на Копа Италия през 1941 г.
Той се премества в Торино през 1942 г., където създава забележително дуо в халфовата линия с Валентино Мацола, който преди това също е играл за Венеция.
С Великия Торино, Лоик печели пет последователни скудети и още една Копа Италия (1942/43). Има 9 мача за Италия между 1942 и 1949 г., отбелязвайки 4 гола.
Загива на 4 май 1949 г., заедно с по-голямата част от отбора на Торино в катастрофата в Суперга, близо до Торино.

## Отличия
Венеция
- Копа Италия (1): 1940/41

Торино
- Серия А (5): 1942/43, 1945/46, 1946/47, 1947/48, 1948/49
- Копа Италия (1): 1942/43